# Ermedin Demirović
Ermedin Demirović, né le 25 mars 1998 à Hambourg en Allemagne, est un footballeur international bosnien évoluant au poste d'attaquant au VfB Stuttgart.

## Carrière

### Débuts de carrière
Demirović commence à jouer au football au Hambourg SV qu'il quitte en 2014 pour rejoindre l'équipe réserve du RB Leipzig. Après avoir joué régulièrement avec l'équipe de jeunes, il fait ses débuts professionnels au club le 13 avril 2017.

### Deportivo Alavés
Le 30 mai 2017, Demirović signe un contrat de quatre ans avec le club espagnol du Deportivo Alavés, étant initialement affecté dans l'équipe B du club pour gagner du temps de jeu en raison de problèmes de licences, évoluant alors en Tercera División. Il joue son premier match le 16 septembre avec la réserve contre le CD Santurtzi.
Demirović marque ses deux premiers buts le 1er octobre 2017, un doublé lors d'une rencontre qui se solde par une défaite à domicile 2–3 contre la Real Sociedad C. Il répète l'exploit le 16 décembre, inscrivant les deux buts de son équipe pour la victoire 2-1 à domicile contre le SCD Durango. Il a été 12 fois titulaires en marquant 6 buts avec l'équipe réserve.
Demirović fait ses débuts avec l'équipe première le 3 janvier 2018, inscrivant un doublé en Coupe du roi à l'extérieur contre Formentera; il ouvre également le score au match retour pour la victoire 2-0. Il fait ses débuts en championnat trois semaines plus tard, remplaçant Rubén Duarte contre le FC Barcelone au Camp Nou. Il marque son premier but en Liga Santander le 6 mai. Il inscrit ensuite son deuxième but et offre une passe décisive contre Málaga.
En juillet 2018, Demirović signe un nouveau contrat avec le Deportivo Alavés le liant au club jusqu'en 2021. Le 24 juillet 2018 il rejoint en prêt le club de Sochaux alors en Ligue 2 dans le but d'acquérir de l'expérience. 
Le 19 octobre, il marque un ciseau retourné qui lui offre son doublé contre l'ESTAC alors que son équipe ne parvenait pas à changer la donne, Sochaux fini par l'emporter 2-1.
En janvier 2019, il est prêté au UD Almeria.
L'été 2019, il est de retour à Alavés puis en fin de mercato de nouveau prêté au FC Saint-Gall.

### SC Fribourg
Le 28 juillet 2020, il signe au SC Fribourg.

### En équipe nationale
Il représente la Bosnie-Herzégovine en jouant pour les équipes jeunes. Il inscrit 4 buts en 9 titularisations pour les moins de 17 ans. Il est ensuite capitaine des moins de 19 ans, marquant 4 fois en 11 titularisations. Il possède également la nationalité allemande.
Il est pour la première fois appelé à jouer pour la sélection de Bosnie-Herzégovine, à l'occasion du dernier match de la Ligue des nations contre l'Autriche et l'Espagne pour un match amical.

## Statistiques
| Saison                | Club                   | Championnat           | Championnat | Championnat | Coupe(s) nationale(s) | Coupe(s) nationale(s) | Supercoupe | Supercoupe | Compétition(s) continentale(s) | Compétition(s) continentale(s) | Compétition(s) continentale(s) | Total | Total |
| Saison                | Club                   | Division              | M.          | B.          | M.                    | B.                    | M.         | B.         | Comp.                          | M.                             | B.                             | M.    | B.    |
| 2016-2017             | RB Leipzig II          | Regionalliga Nord-Est | 1           | 1           | -                     | -                     | -          | -          | -                              | -                              | -                              | 1     | 1     |
| 2017-2018             | Deportivo Alavés B     | Tercera División      | 12          | 6           | -                     | -                     | -          | -          | -                              | -                              | -                              | 12    | 6     |
| 2017-2018             | Deportivo Alavés       | Liga Santander        | 3           | 1           | 3                     | 3                     | -          | -          | -                              | -                              | -                              | 6     | 4     |
| 2018-2019             | FC Sochaux-Montbéliard | Ligue 2               | 16          | 4           | 1                     | 0                     | -          | -          | -                              | -                              | -                              | 17    | 4     |
| 2019-2020             | FC Saint-Gall          | Super League          | 28          | 14          | -                     | -                     | -          | -          | -                              | -                              | -                              | 28    | 14    |
| 2020-2021             | SC Fribourg            | Bundesliga            | 30          | 5           | 2                     | 0                     | -          | -          | -                              | -                              | -                              | 32    | 5     |
| 2021-2022             | SC Fribourg            | Bundesliga            | 31          | 2           | 6                     | 1                     | -          | -          | -                              | -                              | -                              | 37    | 3     |
| Sous-total            | Sous-total             | Sous-total            | 61          | 7           | 8                     | 1                     | -          | -          | -                              | -                              | -                              | 69    | 8     |
| 2022-2023             | FC Augsbourg           | Bundesliga            | 30          | 8           | 2                     | 0                     | -          | -          | -                              | -                              | -                              | 32    | 8     |
| 2023-2024             | FC Augsbourg           | Bundesliga            | 33          | 15          | 1                     | 0                     | -          | -          | -                              | -                              | -                              | 34    | 15    |
| Sous-total            | Sous-total             | Sous-total            | 63          | 23          | 3                     | 0                     | -          | -          | -                              | -                              | -                              | 66    | 23    |
| 2024-2025             | Vfb Stuttgart          | Bundesliga            | 34          | 15          | 6                     | 1                     | 1          | 0          | C1                             | 8                              | 1                              | 49    | 17    |
| 2025-2026             | Vfb Stuttgart          | Bundesliga            | -           | -           | -                     | -                     | 1          | 0          | -                              | -                              | -                              | 1     | 0     |
| Sous-total            | Sous-total             | Sous-total            | 63          | 23          | 3                     | 0                     | 2          | 0          | -                              | -                              | -                              | 68    | 23    |
| Total sur la carrière | Total sur la carrière  | Total sur la carrière | 218         | 71          | 21                    | 5                     | 2          | 0          | -                              | 8                              | 1                              | 249   | 77    |

## Palmarès
Avec le VfB Stuttgart, il remporte la Coupe d'Allemagne en 2025. 
Il est également finaliste de la Supercoupe d'Allemagne à deux reprises en 2024 et en 2025.